# توني نورمان
توني نورمان (بالإنجليزية: Tony Norman) (24 فبراير 1958 في المملكة المتحدة - ) هو لاعب كرة قدم بريطاني في مركز حراسة المرمى. شارك مع منتخب ويلز لكرة القدم. أما مع النوادي، فقد لعب مع نادي بيرنلي ونادي سندرلاند وهال سيتي وهدرسفيلد تاون.

## وصلات خارجية
- توني نورمان على موقع قاعدة بيانات كرة القدم.إي يو (الإنجليزية)